# Komplexitätsmanagement
Komplexitätsmanagement (englisch: complexity management) bezeichnet Managementmethoden, aber auch den Sachverhalt einer bestimmten Art von Management, die auf dem Umgang mit Unsicherheiten und Wahrscheinlichkeiten sowie nichtlinearer Dynamik basieren.
Eine gewisse interne Komplexität von Organisationen ist erforderlich, um die externe Komplexität der Umwelt hinreichend genau abzubilden. Eine zu große Komplexität kann präventiv vermieden oder reduziert werden (z. B. durch Selektion und Filterung). Wenn sie nicht vermeidbar ist, muss sie beherrscht werden.
Management, das auf den Umgang mit Komplexität abzielt, sieht die eigene Organisation als ein dynamisches System, das den Kontakt zur Umwelt über qualifizierte Instrumente herstellt, die die innersystemische Dynamik durch Ausbilden von Quasi-Objekten (auch: Ordner, Attraktoren, Objects of Eigenbehavior) stabilisieren.
Im Wirtschaftsleben versteht man unter Komplexitätsmanagement die wertkettenübergreifende Steuerung von Komplexität in den verschiedenen Komplexitätsfeldern wie z. B. Produktportfolio, Technologien, Märkte und Marktsegmente, Standorte, Fertigungsnetzwerk, Kundenportfolio, IT-Systeme, Organisation, Prozesse. Ein wichtiger Aspekt ist die Erfassung und Vermeidung von Komplexitätskosten z. B. durch eine Prozess- und Variantenkostenrechnung.

## Elemente des Komplexitätsmanagements

### Komplexität
Komplexität ist ein Schlüsselbegriff der modernen Systemtheorie. Komplexität meint nicht Kompliziertheit, sondern bedeutet, dass mehr Elemente in einem System vorliegen, als dieses präzise verknüpfen kann. Ein System muss also auswählen, welche Elemente es wie zueinander stellt. Dieser Umstand wird in der Soziologie auch als Kontingenz bezeichnet. Menschen müssen also auswählen, wie sie Elemente miteinander kombinieren: Man ordnet dem Chef die Akten und spielt mit dem Freund Tennis und nicht umgekehrt.

### Mensch
Das komplexeste Element in Organisationen ist der Mensch. Entsprechend komplexer sind Organisationen, die Menschen zur Lösung komplexer Aufgabenstellungen bilden. Daraus ergibt sich soziale Komplexität. „Ein Mechanismus der Reduktion sozialer Komplexität“ ist Vertrauen (Niklas Luhmann, 1968), weswegen beispielsweise die Entwicklung einer Vertrauenskultur zum Konzept von Unternehmensberatungen gehört, die von mit Komplexität kämpfenden Unternehmen um Hilfe gebeten werden.
Ein Beitrag des Menschen sowohl zur Komplexität wie auch als Reaktion auf Komplexität in Organisationen ist Mikropolitik. Der Versuch, Politik in Organisationen zu bekämpfen, ist der häufigste Ansatz zur Bewältigung dieses Komplexitätstreibers. Er bewirkt in der Regel aber genau das Gegenteil des Angestrebten.
Den Wert des Vertrauens kennen die Menschen seit Generationen und Politik in Organisationen wird seit Generationen vergeblich bekämpft. Die Komplexität dieser Sachverhalte sowie das Unterschätzen des Konfliktes zwischen Kooperation (Gemeinschaftsarbeit) und Wettbewerb (Kampf) bei offener Kommunikation ist genau der Grund für das immer wieder zu beobachtende Versagen mechanistischer Lösungsansätze mit vergleichsweise niedriger Komplexität, die den Realitäten des menschlichen Denkens nicht gerecht werden. Ein wirkliches fundiertes Verständnis für menschliches Denken konnte aber erst in der jüngsten Geschichte der Gehirnforschung entwickelt werden. Ein zusätzlicher Druck, auch die psychischen Möglichkeiten und der Belastbarkeit des Menschen schon bei der Planung von Arbeitsabläufen ernsthafter zu berücksichtigen, ergibt sich aus den jüngsten Umsetzungen des europäischen Arbeitsschutzes in nationale Arbeitsschutzgesetze.
Hieraus ergeben sich Führungsaufgaben, die angesichts der kurzen Verweildauer von Spitzenführungskräften in komplexen Organisationen nur schwer zu bewältigen sind.

### Umwelt
Umwelt ist alles, wovon sich ein System abgrenzt und abgrenzen kann. Die Umwelt wird im System nicht einfach abgebildet, sondern selektiv rekonstruiert. Diese Rekonstruktionen werden dann einem evolutionären Erfolg unterstellt, das heißt das System prüft über die Funktionalität einer Rekonstruktion, ob es sich damit stabilisieren kann.

### System
Systeme, die eigendynamisch sind, werden heute massenhaft behandelt und liegen, folgt man der Literatur, auch massenhaft vor. Zellen sind ebenso eigendynamisch wie das Immunsystem, das Nervensystem, bzw. Teile davon, wie z. B. das Gehirn, das Bewusstsein ist eigendynamisch, die Gesellschaft, die Wirtschaft, das Recht, die Kunst, und z. B. Organisationen wie Unternehmen.
Systeme definieren sich dadurch, dass sie fähig sind, ihre Abgrenzung zur Umwelt aufrechtzuerhalten, d. h. den Kontakt zur Umwelt in der Weise abzubrechen, dass sie nicht mehr direkt zusammenwirken.
Das System ordnet sich selber und schafft seine eigenen Kausalitäten.
Die Aufgabe des Managements besteht genau darin, solche Kausalitäten zu schaffen. Werden z. B. Qualitätskriterien eingeführt, dann stecken darin konstruierte Kausalitäten, die behaupten, dass ein bestimmter Sachverhalt, ein bestimmtes Projekt, ein bestimmtes Ziel unter diesen oder jenen Bedingungen Erfolg verspricht.

### Quasi-Objekte
Die Abbildung externer Komplexität erfolgt in Systemen mit Hilfe von Quasi-Objekten. Quasi-Objekte nennt man Rekonstruktionen oder Repräsentationen in Systemen, die anstelle von Gegenständen oder Sachverhalten in der Umwelt genutzt werden.
Im Gehirn wie im Management bilden sich stabile Objekte aus, die sich über ihre Verwendung auf ihre Plausibilität überprüfen. Quasi-Objekte sind deshalb evolutionär gebildete Wahrscheinlichkeiten, die aufgrund ihrer Funktionalität aufbewahrt oder verworfen werden und untereinander vernetzt sind.
In Unternehmen sind dies z. B. Planungen wie Abteilungen, die bestimmte Marktsegmente repräsentieren, Projekte, Stellen, Akten, Datentabellen, Qualitätskriterien usw.

### Instrumente
Systeme führen sich selbst und geraten damit in Gefahr, im Blindflug an der Umwelt vorbeizuziehen. Wären Systeme unabhängig von der Umwelt, wäre dies nicht tragisch. Systeme partizipieren jedoch an der Umwelt, indem sie daraus nötige Elemente selektiv aufnehmen. So hat Marktforschung die innersystemische Aufgabe, eine bestimmte Umwelt des Unternehmens in Daten umzuwandeln.
Methoden- und Transparenzdefizite sind unnötige Komplexitätstreiber, die durch die Entwicklung entsprechender Instrumente (z. B. Variantenkostenrechnung, Prozesskostenrechnung, Target Costing) vermieden werden können.

### Entscheidungen
In komplexen Systemen sind Entscheidungen immer mit Risiken behaftet. Man fliegt, wie Luhmann dies einmal sagte, bei geschlossener Wolkendecke und muss sich auf seine Instrumente verlassen.
Entscheidungen sind deshalb nicht mehr als richtig oder falsch zu werten, sondern als günstig oder weniger günstig, wobei sich dies dann nach dem evolutionären Erfolg einer Entscheidung richtet. Das heißt auch, dass Entscheidungen ihre Bedingungen rekonstruieren, ihre Begründung aber erst in der Zukunft erfahren.
Im Management werden solche Entscheidungsunsicherheiten z. B. durch Controlling, durch fortlaufenden Abgleich laufender Prozesse, durch Erfahrung und Wissen oder durch Metaentscheidungen absorbiert. Letztere dienen dazu, immer neue ad-hoc-Entscheidungen überflüssig zu machen.

### Programme
Eine andere Strategie, mit komplexen Anforderungen umzugehen, sind Programme. Unter Programmen versteht man hinreichend geregelte Abläufe. So sind z. B. bestimmte Akten in bestimmter Weise anzulegen. Prozesse sind unter bestimmten Bedingungen anders zu behandeln als unter anderen Bedingungen. Planungen werden in einer bestimmten Weise angefertigt, in einer anderen Weise aber ausgeführt.
Programme sind zudem in der Lage, eine große Anzahl von Menschen zu koordinieren und zugleich ihren Kontakt zu minimieren.

### Simulation
Ein immer wichtiger werdender Aspekt im Komplexitätsmanagement ist die Simulation. Dies sind neben Planspielen immer öfter Computerprogramme, die komplexe Unternehmenssituationen simulieren können. Dadurch wird dem Unternehmen ermöglicht, verschiedene Entwicklungen durchzuspielen (Szenariotechnik) und daraufhin zu planen und zu lernen (Organisationales Lernen).

## Komplexitätsmanagement produzierender Unternehmen

### Komplexität in der gesamten Wertschöpfungskette
Mit der zunehmenden Globalisierung, der immer stärker werdenden Mikrosegmentierung der Märkte sowie der Verbreitung der Industrie 4.0 gewinnt die steigenden Komplexität in der gesamten Wertschöpfungskette produzierender Unternehmen immer mehr an Bedeutung. Die Auswirkungen der Komplexität entlang der Wertschöpfungskette im Sinne einer Kosten- und Nutzenbetrachtung führen zu einer steigenden Bedeutung des Managementteams der Produktkomplexität für die Wettbewerbsfähigkeit von produzierenden Unternehmen.

### Externe und Interne Komplexität
Externe Komplexität entsteht aus dem Zusammenspiel aus Markt‐und Kundenbedürfnissen sowie gesetzlichen Vorgaben und Normen, welche allesamt von den angebotenen Marktleistungen abgedeckt werden müssen. Sie drückt sich in der Varianz des Produktprogramms aus, welche durch die am Markt angebotenen Produkte und dessen Varianten bestimmt wird. Dem gegenüber entsteht interne Komplexität dadurch, dass die Varianz des Produktprogramms in den internen Wertschöpfungsprozessen erzeugt werden muss. Dies betrifft nicht nur direkt wertschöpfende Prozesse wie Produktion und Montage, sondern auch indirekte Prozesse wie Beschaffung, Produktionslogistik oder Entwicklung.

### Variantenmanagement
Bei Komplexitätsmanagement im produzierenden Unternehmen werden die Gestaltung, Steuerung und Entwicklung der Vielfalt des Leistungsspektrums (Produkte, Prozesse, Ressourcen) betrachtet. Im Gegensatz dazu steht das Produkt bzw. Produktsortiment bei Variantenmanagement im Mittelpunkt.
Variantenmanagement umfasst die Entwicklung, Gestaltung und Strukturierung von Produkten und Dienstleistungen bzw. Produktsortimenten im Unternehmen. Dadurch wird angestrebt, die vom Produkt ausgehende Komplexität (Anzahl Teile, Komponenten, Varianten usw.) wie auch die auf das Produkt einwirkende Komplexität (Marktdiversifikation, Produktionsabläufe usw.) mittels geeigneter Instrumente zu bewältigen.
Zielsetzung des Variantenmanagements ist es, die marktseitig geforderte Komplexität (externe Komplexität) in den internen Prozessen bestmöglich, d. h. kosten‐und ressourcenoptimal, abzubilden und somit eine möglichst geringe interne Komplexität zu erzeugen.

### Produktkomplexität
Mit zunehmender Globalisierung, steigender Dynamik von Produkt- und Produktionstechnologien sowie dem Kundenanspruch nach individuellen Produkten gewinnt das Thema Produktkomplexität immer mehr an Bedeutung. Produktkomplexität wird als die Kombination der externen, d. h. marktseitigen, und der internen, d. h. produktseitigen Vielfalt, verstanden. Um Produktkomplexität besser zu managen, sollen die externe und interne Produktkomplexität betrachtet, aufeinander abgestimmt und schließlich beherrscht werden. Das Ziel des Managements der Produktkomplexität besteht darin, die externe Vielfalt konstant zu halten oder zu erhöhen, um möglichst viele Kunden ansprechen zu können, wobei gleichzeitig die interne Komplexität verringert werden soll. Auf der einen Seite sollen die unterschiedlichen Kundenanforderungen abgedeckt werden, auf der anderen Seite werden die Reduzierung der internen Vielfalt und Kostenoptimierung angestrebt. Es ist sinnvoll, Produktkomplexität nicht nur auf das Produkt begrenzt zu verstehen, sondern auch ganzheitlich. Dazu muss die Komplexität entlang der gesamten Wertschöpfungskette, startend mit dem Kunden über das Produktmanagement, die Entwicklung bis zu Produktion und Einkauf, aufgenommen und betrachtet werden.

## Denkfehler beim Umgang mit komplexen Problemen
- Probleme sind objektiv und müssen nur noch klar formuliert werden
- Jedes Problem ist die direkte Konsequenz einer Ursache (Induktionsproblem)
- Ein Macher kann jede Problemlösung umsetzen
- Um eine Situation zu verstehen, genügt eine Fotografie des Ist-Zustandes
- Mit der Einführung einer Lösung ist das Problem erledigt
- Verhalten ist prognostizierbar
- Problemsituationen lassen sich beherrschen

## Zusammenfassung
Komplexitätsmanagement ist die Koordination von unternehmerischen Aktivitäten unter der Bedingung von relativer Wahrscheinlichkeit und reduzierten Risikoerwartungen. Um dies leisten zu können, bilden Unternehmen (wie alle dynamischen Systeme) Quasi-Objekte aus, mit denen sie ihre Eigendynamik stabilisieren und damit über Erfolg/Nicht-Erfolg entscheiden können.